# 谢富瓦
谢富瓦（法語：Cheffois，法語發音：[ʃɛfwa]）是法国卢瓦尔河地区大区旺代省的一个市镇，位于该省东部，属于丰特奈勒孔特区。

## 地理
谢富瓦（46°40'7"N, 0°47'29"W）面积18.63 平方千米，位于法国卢瓦尔河地区大区旺代省，该省份为法国西部沿海省份，北起大西洋卢瓦尔省和曼恩-卢瓦尔省，西临大西洋，南至滨海夏朗德省，东部及东南部与德塞夫勒省接壤。
与谢富瓦接壤的市镇（或旧市镇、城区）包括：列奥米尔、穆耶龙-圣日耳曼、圣莫里斯勒日拉尔、圣皮埃尔迪舍曼、泰尔瓦勒。

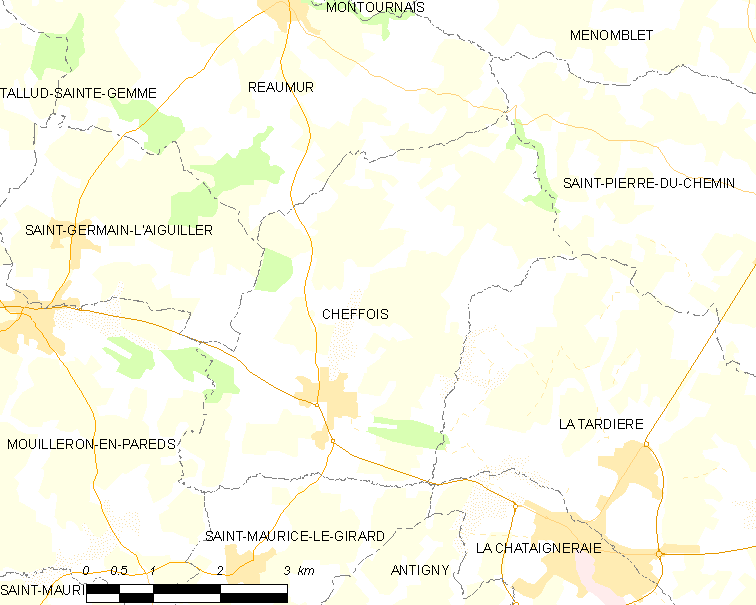
谢富瓦的OSM定位图

谢富瓦的时区为UTC+01:00、UTC+02:00（夏令时）。

## 行政
谢富瓦的邮政编码为85390，INSEE市镇编码为85067。

## 政治
谢富瓦所属的省级选区为拉沙泰涅赖县。

## 人口

1962-2008年间谢富瓦人口变化图示

谢富瓦于2022年1月1日时的人口数量为1002人。